# Toponimi latini dei comuni della Liguria
Di seguito sono riportati i nomi latini dei comuni della Liguria, divisi per provincia.
- Toponimi latini dei comuni della provincia della Spezia
- Toponimi latini dei comuni della Città metropolitana di Genova
- Toponimi latini dei comuni della provincia di Imperia
- Toponimi latini dei comuni della provincia di Savona